# Tales of the Great Rum Runners
| Recensione | Giudizio |
| ---------- | -------- |
| AllMusic   |          |

Tales of the Great Rum Runners è il primo album di Robert Hunter, pubblicato dall'etichetta discografica Round Records nel luglio del 1974.

## Tracce

### LP
Lato A
Testi e musiche di Robert Hunter.
1. Lady Simplicity – 0:20
2. That Train – 4:33
3. Dry Dusty Road – 2:18
4. I Heard You Singing – 3:36
5. Rum Runners – 3:01
6. Children's Lament – 4:15
7. Maybe She's a Bluebird – 1:57

Lato B
Testi e musiche di Robert Hunter.
1. Boys in the Barroom – 1:09
2. It Must Have Been the Roses – 3:30
3. Arizona Lightning – 3:32
4. Standing at Your Door – 4:31
5. Mad – 4:12
6. Keys to the Rain – 4:15

## Musicisti
- Robert Hunter – voce, chitarre, flauti
- Mickey Hart – batteria
- Barry Melton – chitarra solo (brani: That Train, Dry Dusty Road e I Heard You Singing)
- Jerry Garcia – chitarra solo (brani: Standing at Your Door e Keys to the Rain)
- David Freiberg – basso
- Peter Albin – basso
- Keith Godchaux – tastiere
- Donna Jean Godchaux – voce (brani: That Train e It Must Have Been the Roses)
- Steven Schuster – sassofono
- Snooky Flowers (Cornelius Flowers) – sassofono
- Mario Cippolina – accreditato come performer (brani: I Heard You Singing, Arizona Lightning, Standing at Your Door)
- Bruce Gapinski – accreditato come performer (brani: I Heard You Singing, Arizona Lightning, Standing at Your Door)
- John Farey – accreditato come performer (brani: I Heard You Singing, Arizona Lightning, Standing at Your Door)
- Milt Farrow – accreditato come performer (brani: I Heard You Singing, Arizona Lightning, Standing at Your Door)
- David Kessner – accreditato come performer (brani: I Heard You Singing, Arizona Lightning, Standing at Your Door)
- Ray Scott – accreditato come performer (brani: I Heard You Singing, Arizona Lightning, Standing at Your Door)
- Jeff Slattery – accreditato come performer (brani: I Heard You Singing, Arizona Lightning, Standing at Your Door)
- Randall Smith – accreditato come performer (brani: I Heard You Singing, Arizona Lightning, Standing at Your Door)
- Bill Steele – accreditato come performer (brani: I Heard You Singing, Arizona Lightning, Standing at Your Door)
- Hadi El Sadoon – tromba (brano: Keys to the Rain)
- Rodney Albin – cori, fiddle
- T. Will Claire – cori
- Maureen Aylett – cucchiai
- Buddy Cage – chitarra pedal steel
- Rick Shubb – banjo, mandolino
- Markie Shubb – banjo, mandolino
- Robbie Stokes – chitarra, armonica (brano: Mad)
- Jamie Paris – chitarra, armonica (brano: Mad)
- Chrisie Bourne – nacchere
- Mickey Hart – changes (brano: Mad)
- David Freiberg – changes (brano: I Heard You Singing)

Note aggiuntive
- Mickey Hart e Barry Melton – assistenza tecnica e produzione
- Registrazioni effattuate al "Rolling Thunder Studio" di Novato, California
- Dan Healy, Steve Brandon e Bob Matthews – ingegneri delle registrazioni
- Mixaggio effettuato al "Alembic Studios" (San Francisco, California)
- Masterizzazione effettuata al "The Lacquer Channel" (Sausalito, California)
- Rick Griffin – artwork copertina album[3]